# Кулымский Ёган
Кулымский Ёган — река в России, протекает в Томской области. Устье реки находится в 66 км по левому берегу реки Криволуцкий Пасил (протока реки Обь). Длина реки составляет 72 км, площадь водосборного бассейна 958 км².

## Притоки
- 6 км: Медвежья
- Казаринская
- 31 км: Кудельная (Полонъёган)
- 40 км: Сырконъёхы
- Софьина
- 53 км: Ягельях

## Данные водного реестра
По данным государственного водного реестра России относится к Верхнеобскому бассейновому округу, водохозяйственный участок реки — Обь от впадения реки Васюган до впадения реки Вах, речной подбассейн реки — Васюган. Речной бассейн реки — (Верхняя) Обь до впадения Иртыша.